# ناپولونویل (لوئیزیانا)
ناپولونویل (به انگلیسی: Napoleonville) شهری در ایالت لوئیزیانا کشور ایالات متحده آمریکا است که جمعیت آن در سرشماری سال ۲۰۱۰ میلادی، ۶۶۰ نفر بوده‌است.